# Gurktaler
Die Gurktaler Aktiengesellschaft mit Sitz in Wien ist eine im Jahre 2013 begründete börsennotierte Holding in der Schlumberger-Gruppe für Beteiligungen an Produzenten und Händlern von Spirituosen. Die Gesellschaft wirkt vorwiegend durch Verpachtungen.

## Unternehmen
Die Aktiengesellschaft entstand 2013, als der österreichische Wein- und Sekthersteller Schlumberger seine Kräuterschnaps-Aktivitäten in einen eigenen Bereich auslagerte. Den Aktionären der Schlumberger AG wurden Gurktaler-Aktien entsprechend ihren Anteilen am Abspaltungsstichtag (8. Februar 2013) zugeteilt. Seit diesem Tag ist die Gurktaler AG an der Wiener Börse im Marktsegment „Standard Market Auction“ notiert. Insgesamt waren 2014 2.250.000 Gurktaler Aktien im Umlauf, wobei sich 15,22 % im Streubesitz befanden. Großaktionär der Gurktaler war mit 75,1 % die Underberg AG, Dietlikon.

## Unternehmensbereiche und Beteiligungen

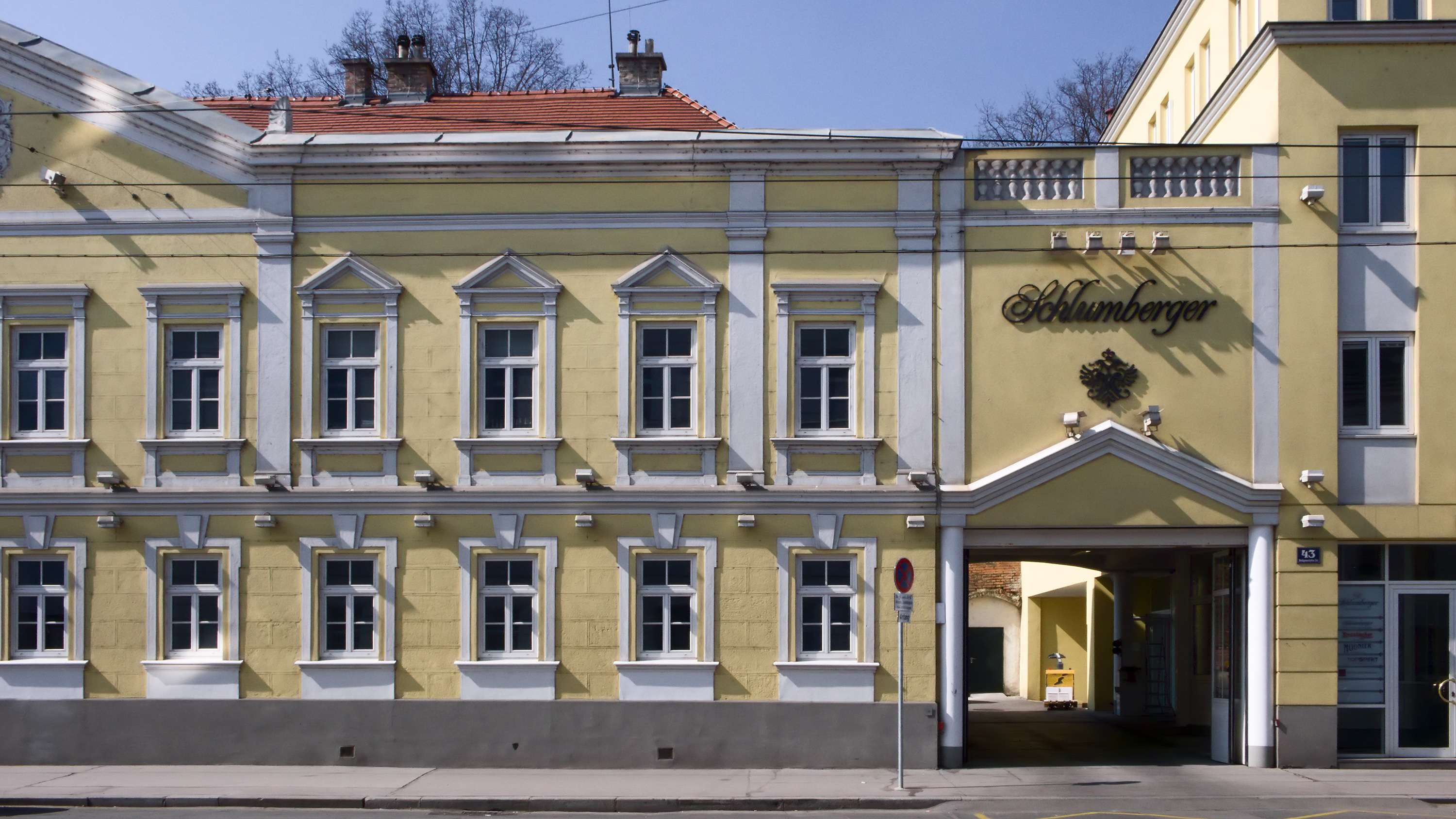
Verwaltungsgebäude der Gurktaler AG in der Heiligenstädter Straße

Verpachtung des operativen Geschäfts der Kräuterspirituosenfirmen:
- Gurktaler Alpenkräuter GmbH
- Rossbacher Vertriebs GmbH (Wien)
- Leibwächter Kräuter GmbH (Wien)

Finanzbeteiligungen an Kräuterspirituosenfirmen:
- Peter Zwack & Consorten Handels-AG (Wien) (49,998 %)
- Underberg GmbH & Co KG (Deutschland) (14,572 %)